# 小花舌唇兰
小花舌唇兰（学名：Platanthera minutiflora）为兰科舌唇兰属下的一个种。其种加词“Minutiflora ”意为“花很小的”。

## 异名
- Herminium liguliforme Tang & F.T.Wang
- Lysiella nevskii Aver.
- Platanthera herminioides Tang & F.T.Wang